# Ceroxyleae
Tribu
Les Ceroxyleae sont une tribu de plantes de la famille des Arecaceae. Les genres de la tribu sont, :
- Ceroxylon – nord des Andes
- Juania – Iles Juan Fernández ; genre monotypique
- Oraniopsis – Queensland ; genre monotypique
- Ravenea – Madagascar et Comores

## Voir également
- Liste des genres Arecaceae